# Montaña Ovčar
Montaña Ovčar (en serbio: Планина Овчар) es una montaña en el oeste de Serbia, en la región de Čačak. Su pico más alto tiene una elevación de 985 metros sobre el nivel del mar. Junto con Kablar, Ovčar forma el atractivo Garganta de Ovčar-Kablar de El Morava occidental. Alrededor de la montaña se estableció el parque nacional Ovčar.

## Historia
Ovčar es una montaña en el oeste de Serbia, cuyo pico se encuentra a 10,5 km al oeste del centro de Čačak por aire; por 16,5 km. El pico más alto tiene 985 m de altura y, junto con la montaña Kablar, forma el desfiladero Ovčar-Kablar, a través del cual fluye el West Morava. En el pasado, había un volcán en el monte Ovčar que ahora no está activo. En la parte superior hay una antena de televisión y un transmisor RTS. El transmisor fue destruido durante el bombardeo de la OTAN a la RFY. Fue reconstruido después de la guerra. Además del transmisor, en la cima de la montaña hay un mirador con vista a la ciudad de Cacak.
La posición de esta montaña es específica. Se encuentra en el extremo noreste de la región Dinárica, mientras que la montaña vecina y muy cercana Kablar (889 m) ya está en Šumadija, en su extremo suroeste. Están divididos por la Morava Occidental. Los dos picos están a solo dos kilómetros y medio de distancia en una línea aérea. El clima es montañoso y continental templado. Ovčar y Kablar son visibles cuando hace buen tiempo desde las partes más altas de Belgrado, por ejemplo, desde la barrera Ripanj o desde Avala.
Monumentos Parte de esta montaña está protegida como un bien natural de la República de Serbia. La naturaleza y los lugares de interés de Ovčara son visitados por turistas del país y del extranjero, y la organización turística de Čačak está en la oferta organizada. No muy lejos de la montaña se encuentra el famoso Ovčar Banja.